# Californication (låt)
Californication är en låt av det amerikanska rockbandet Red Hot Chili Peppers och släpptes på albumet med samma namn (se Californication). Singeln släpptes juni i 2000 som albumets fjärde singel.

## Bakgrund
Redan innan John Frusciante återvänt till bandet hade sångaren Anthony Kiedis påbörjat arbetet med låten genom att skriva texten och komma på en sångmelodi. Låten blev dock ett problem för bandet under produktionen då John Frusciante, Flea och Chad Smith hade svårigheter att skapa det musikaliska arrangemanget kring den. Ett tidigt försök till arrangemang var en raggaeversion som bandet senare valde att förkasta. Istället hämtade Frusciante inspiration från bandet The Cure och låten Carnage Visors, vilket resulterade i gitarrplocket som idag kan höras på låten. Övriga bandet ville dock inte spela in den då de ansåg att albumet hade tillräckligt med material, men efter att Kiedis stått på sig valde bandet att spela in den efter att ha övat på den endast två gånger.

## Text
Texten behandlar både det vackra och det fula som kalifonirsk kulturell export har fört med sig över världen. Texten skrevs av Anthony Kiedis till stor del när han reste i Thailand efter att han träffat en kvinna som menade att det fanns spioner i Kina som också var medium, vilket föranledde den inledande textrande "Psychic spies from China tries to steal your mind's elation". I den efterföljande textraden nämner även Kiedis Sverige "A little girl from Sweden dreams of silver screen quatition" vilket i relation till texten som helhet kan ses som en varning till personer som söker kändisskap i Hollywood. I låten omnämner Kiedis Kurt Cobain och referar till David Bowies låt "Staion to Station".

## Musikvideo
Musikvideon bestod av en animerad kortfilm föreställande ett tv-spel med bandmedlemmarna som huvudkaraktärer och regisserades av Jonathan Dayton och Valerie Faris. Bandmedlemmarna börjar i varsin del av Kalifornien och simmar, åker snowboard, flyger, kör bil, klättrar, springer och hoppar för att ta sig fram till mitten av Los Angeles som faller samman i en jordbävning. Verkliga platser som kan ses i videon är bland annat Hollywoods Walk of Fame och Mammoth Mountains. Videon har idag över en miljard visningar på Youtube. Videon belönades med två priser vid år 2000:s upplaga av MTV VMA i kategorierna "Best direction" och "Best art direction". Vid samma ceremoni vann bandet "the Video Vanguard Award" som är också är mer känt som en Lifetime achievement award vilket tilldelas band som haft en betydande påverkan på musikvideor och populärkultur. 2022 släpptes en spelbar version av musikvideon av spanjoren Miquel Camps Orteza.

## Mottagande
Singeln sålde över 5 milljoner exemplar i USA och över en miljon i Storbritannien och gick upp som etta på Alternative Airplay ett år efter att albumet hade släppts.